# Крейс, Фредерик
Фредерик Крейс (англ. Frederick Crace; 1779 — 18 сентября 1859) — английский художник, декоратор интерьеров, который работал в период регентства, или «ридженси» (англ. Regency), времени правления регента Георга, принца Уэльского, будущего короля Георга IV, на время болезни отца Георга III (1811—1820.
Фредерик был сыном известного лондонского декоратора Джона К. Крейса (1754—1819), которого в 1788 году наняли для предоставления произведений искусства Китая в связи с оформлением интерьеров Королевского павильона в Брайтоне (в то время он именовался Морским павильоном), перестроенным позднее, в 1815—1822 годах, в «индо-сарацинском стиле» архитектором Джоном Нэшем. Именно Фредерик Крейс-сын создавал основные интерьеры нового Королевского павильона в стиле шинуазри.
Крейс также был коллекционером карт, топографических гравюр и рисунков, которые сейчас хранятся в Британской библиотеке.
Помимо интерьеров Королевского павильона, Крейс создал интерьеры Виндзорского замка и Букингемского дворца, в которых ему помогал его сын Джон Грегори Крейс.
Фредерик женился на Августе Харроп Грегори, дочери Джона Грегори, лондонского магистрата и казначея Клуба вигов. В 1830 году его сын Джон Грегори стал полноправным партнёром в семейном бизнесе, впоследствии известном как «Frederick Crace & Son», унаследовав имущество и капитал от своей матери, которая умерла в 1827 году. Крейс и сын спроектировали Театр Сент-Джеймс в Лондоне (1835), после чего Крейс-младший стал авторитетным проектировщиком театральных зданий.
Художник скончался в своём доме в Хаммерсмите 18 сентября 1859 года в возрасте восьмидесяти лет. Он был похоронен на кладбище Вест-Норвуд. Его обширная коллекция британской топографии была приобретена для Британского музея у его сына в 1880 году.

## Проекты Ф. Крейса из собрания Смитсоновского института в Нью-Йорке

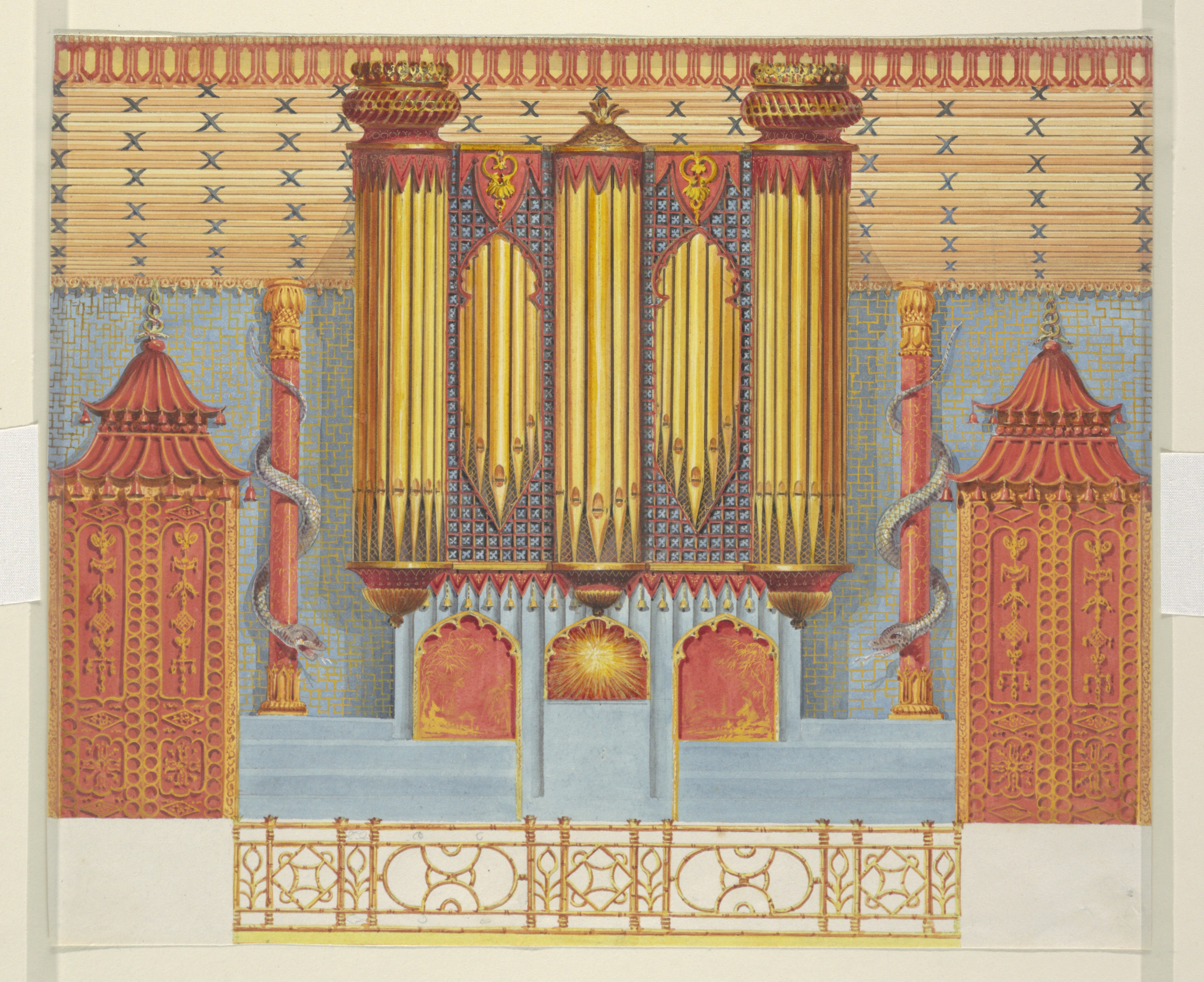
Проект северной стены Музыкального салона Королевского павильона в Брайтоне. 1818—1819. Акварель, гуашь
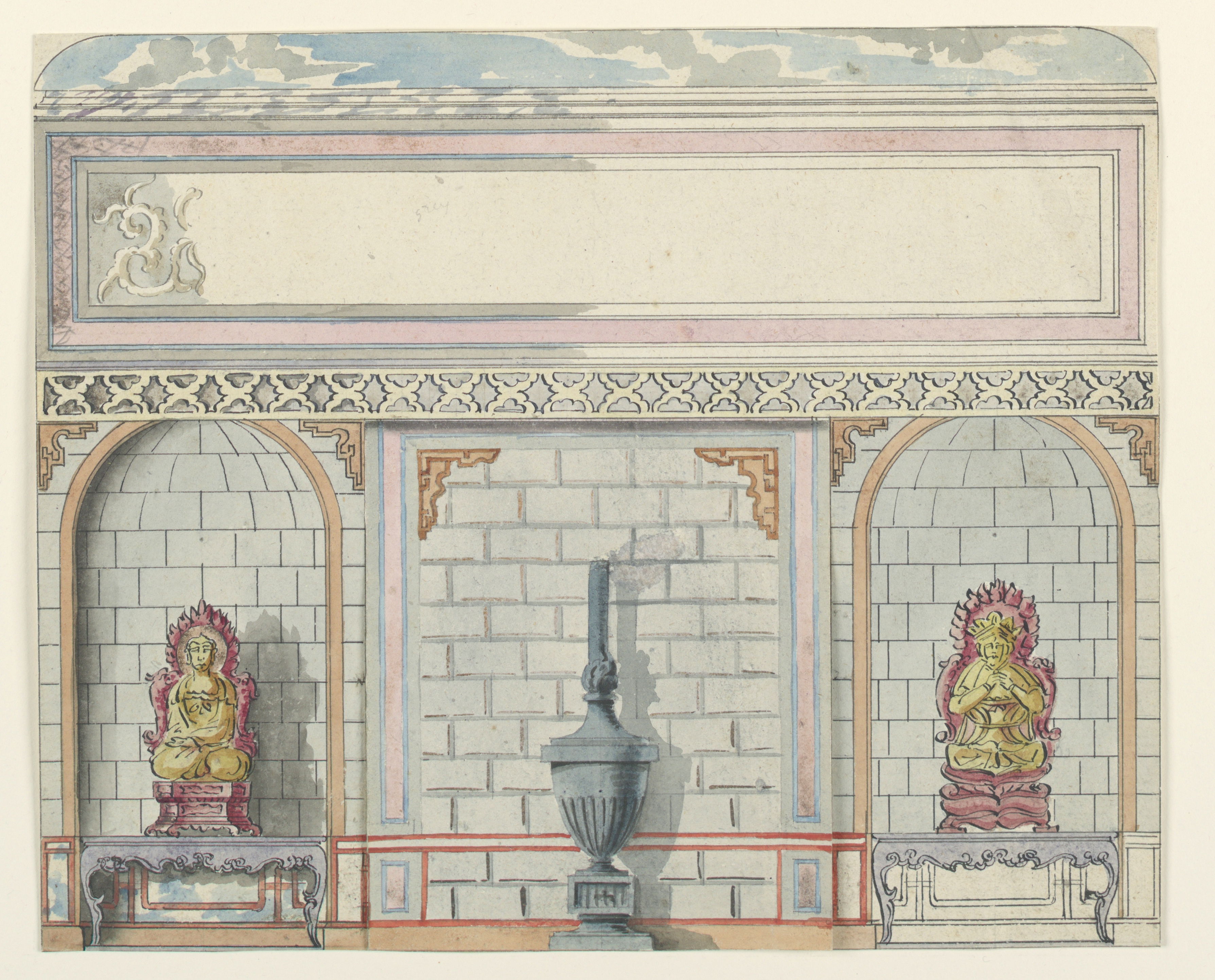
Восточная стена вестибюля Королевского павильона. Ок. 1800 г. Акварель
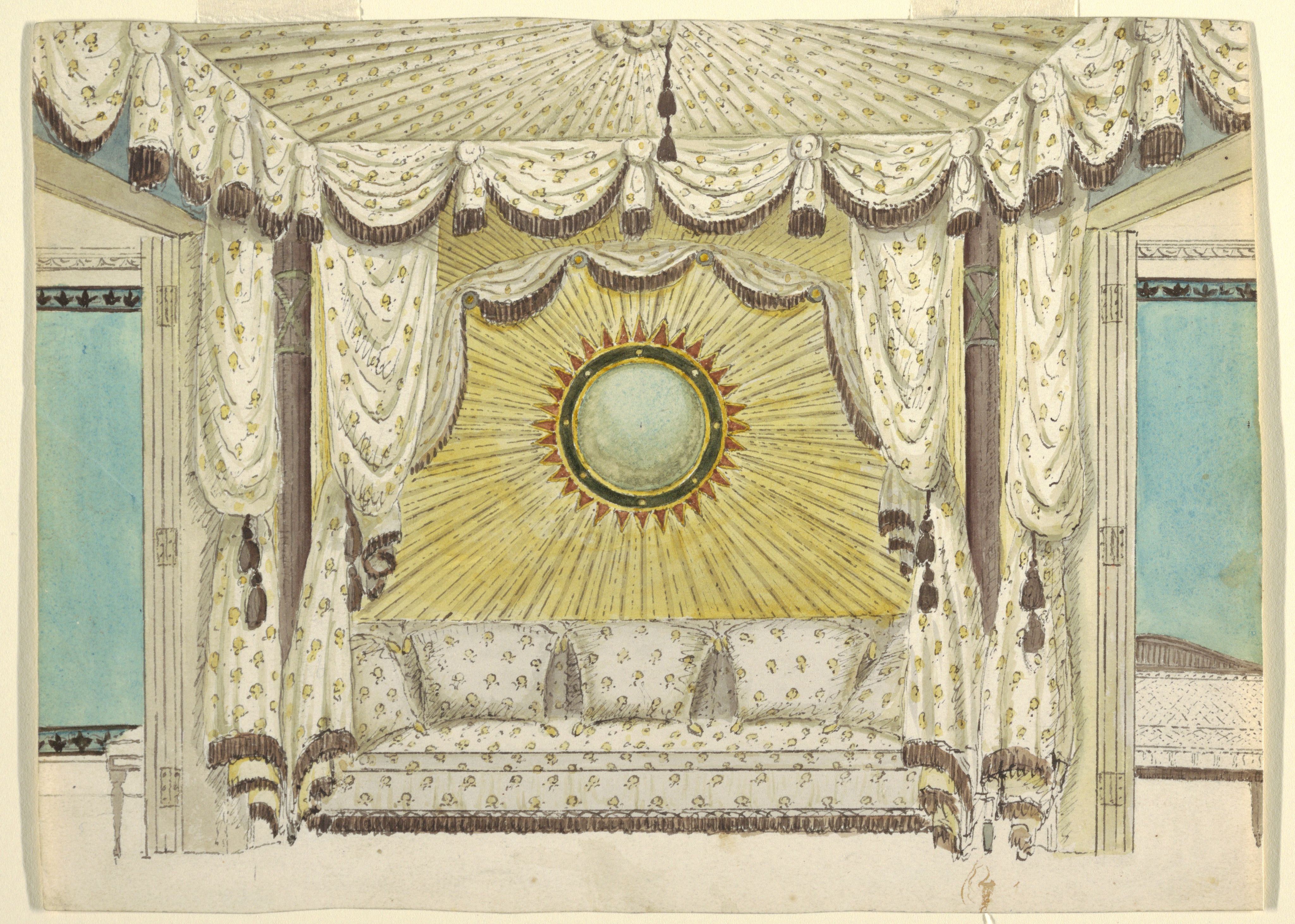
Будуар. Королевский павильон в Брайтоне. 1801–1804. Перо, кисть, акварель
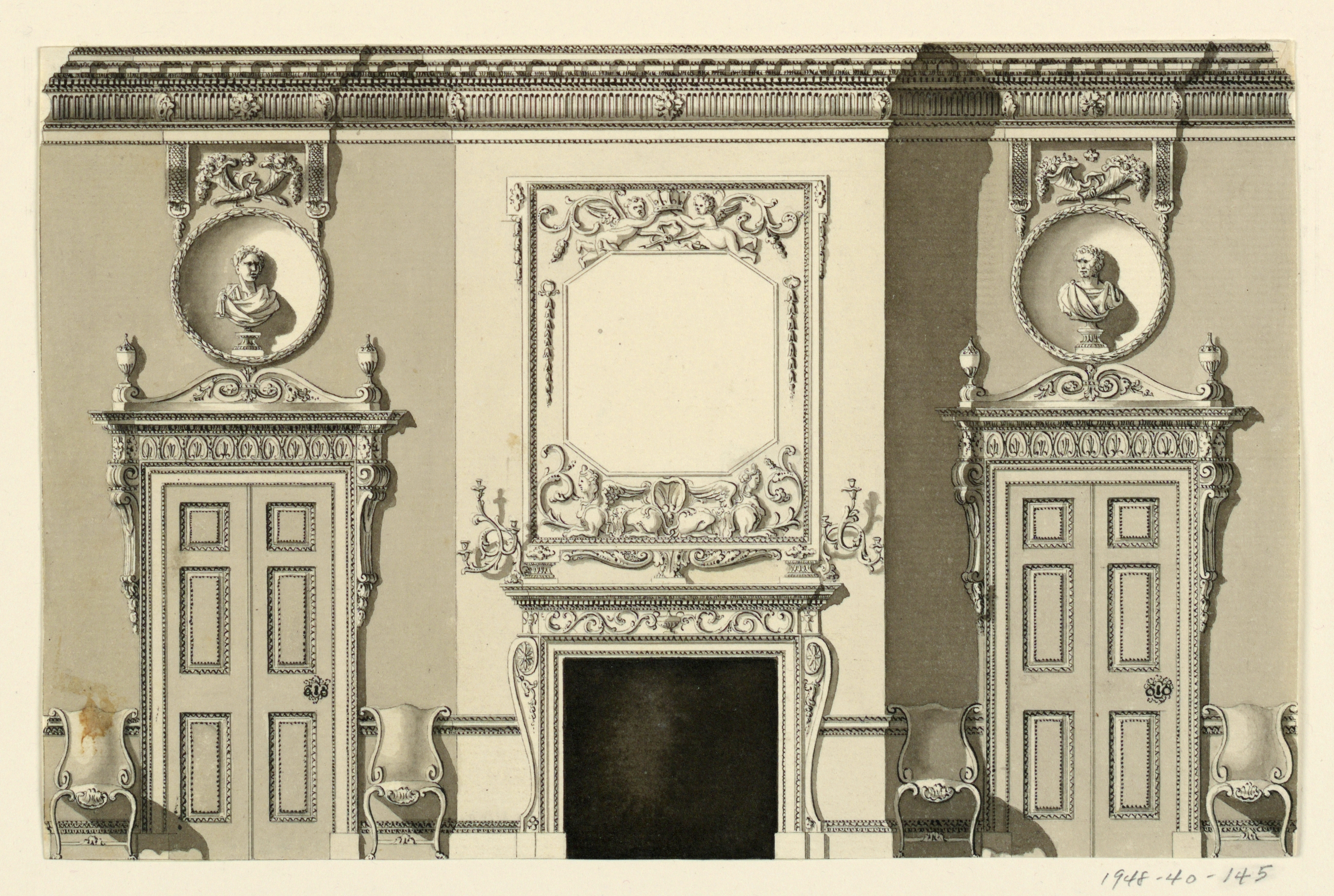
Стена павильона. 1815–1822. Перо, кисть, чёрная акварель
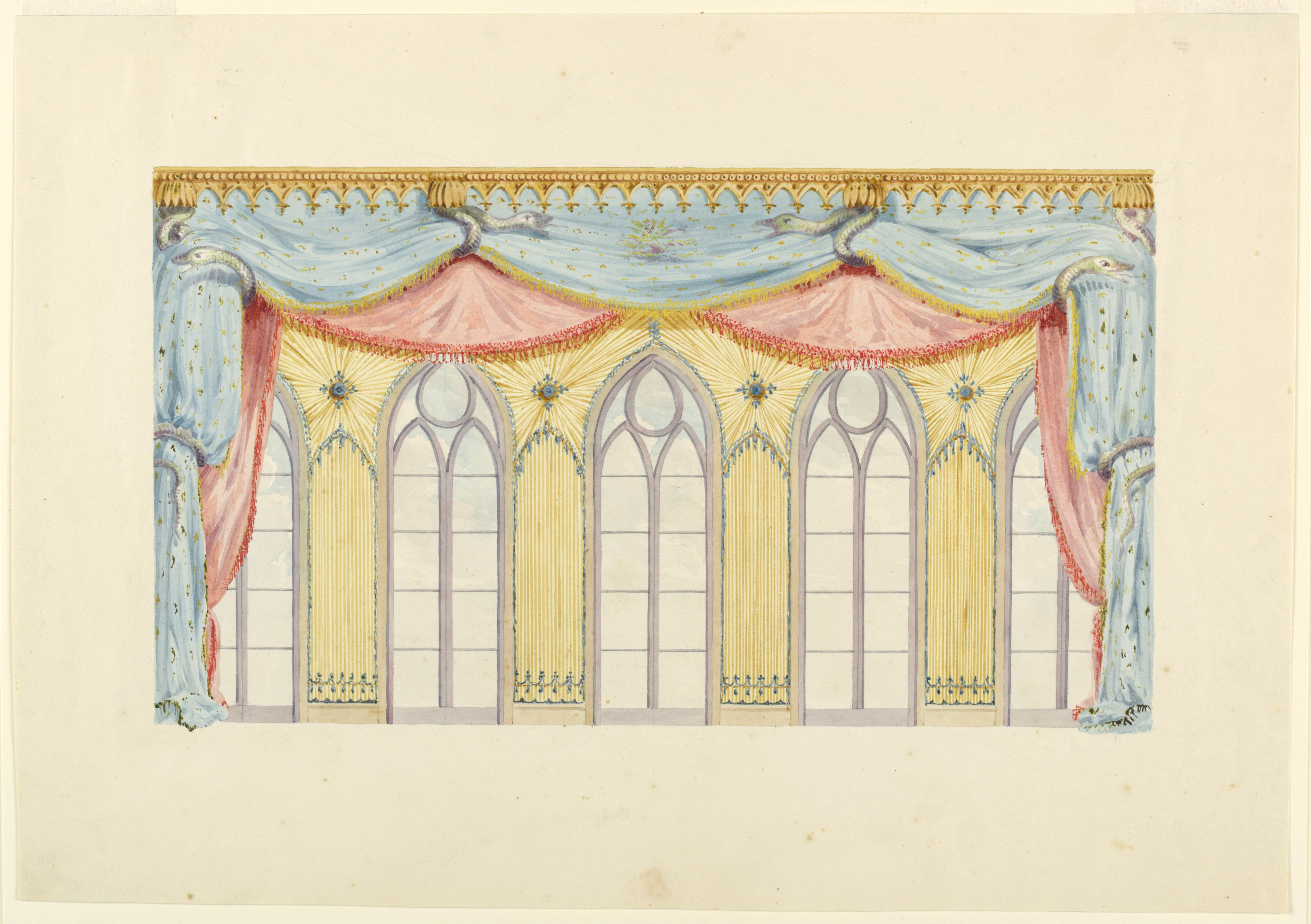
Окна в готическом стиле. 1820. Акварель
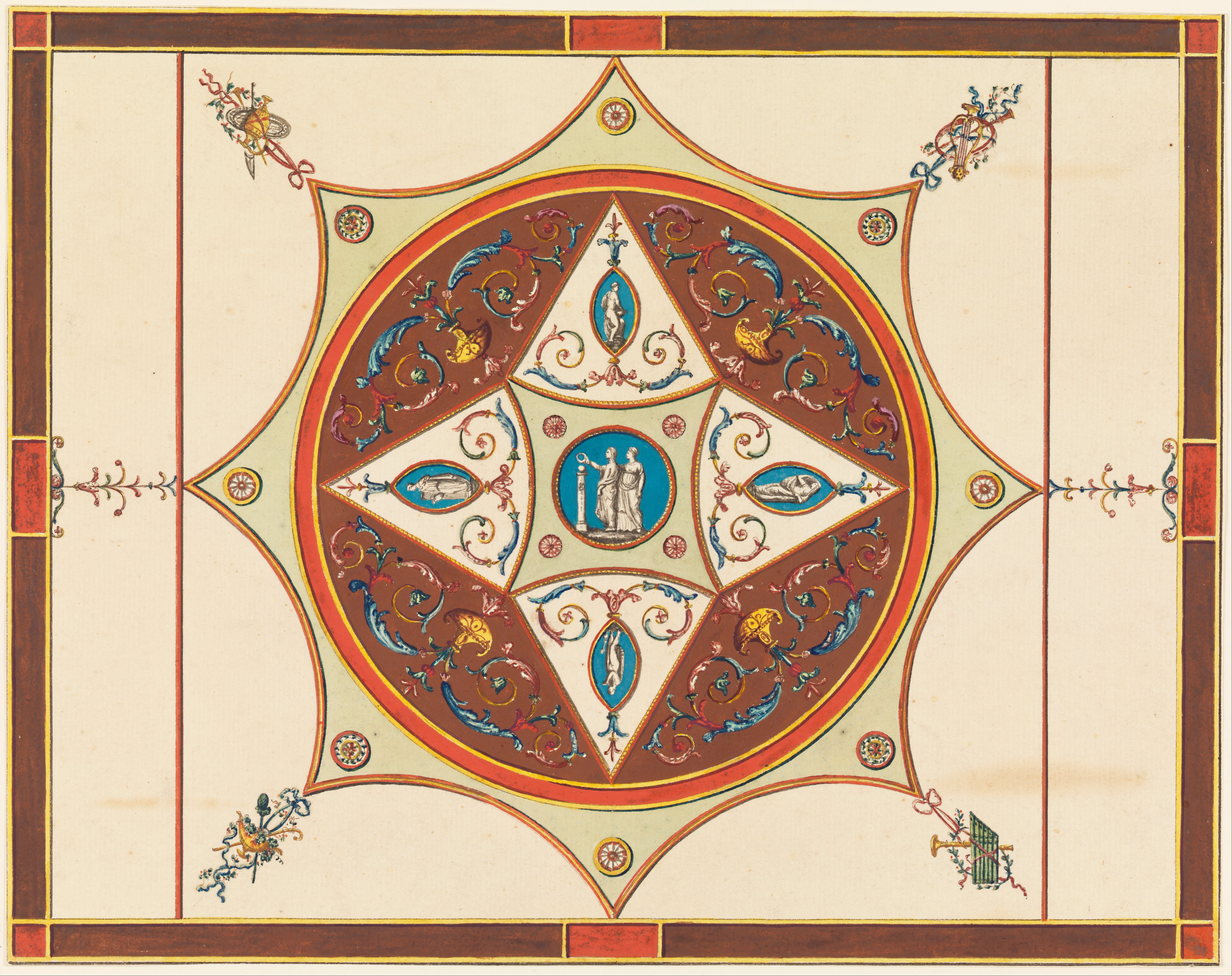
Проект плафона. 1815–1822. Акварель
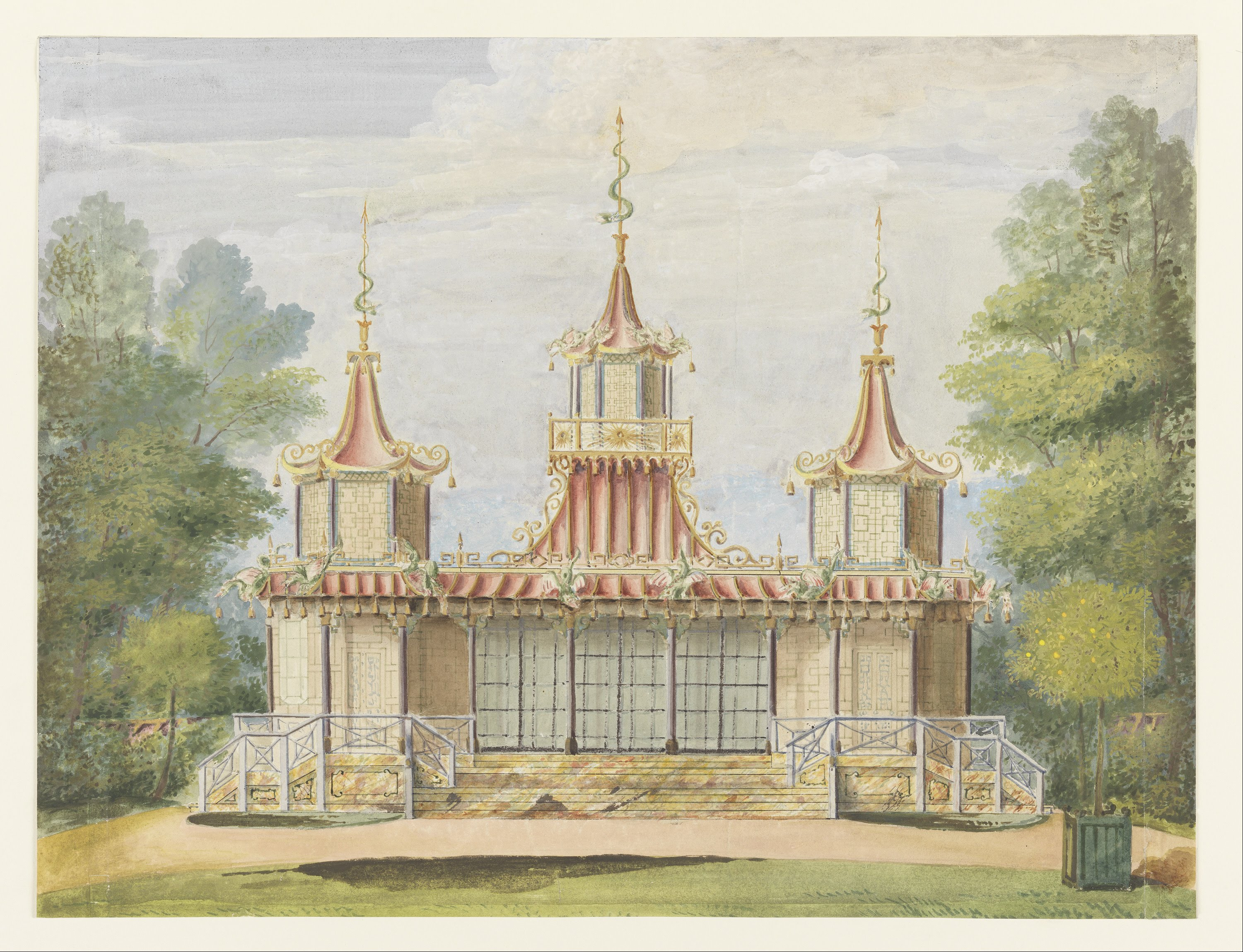
Проект Рыболовного павильона. Ок. 1825. Акварель